# مجروح در جنگ

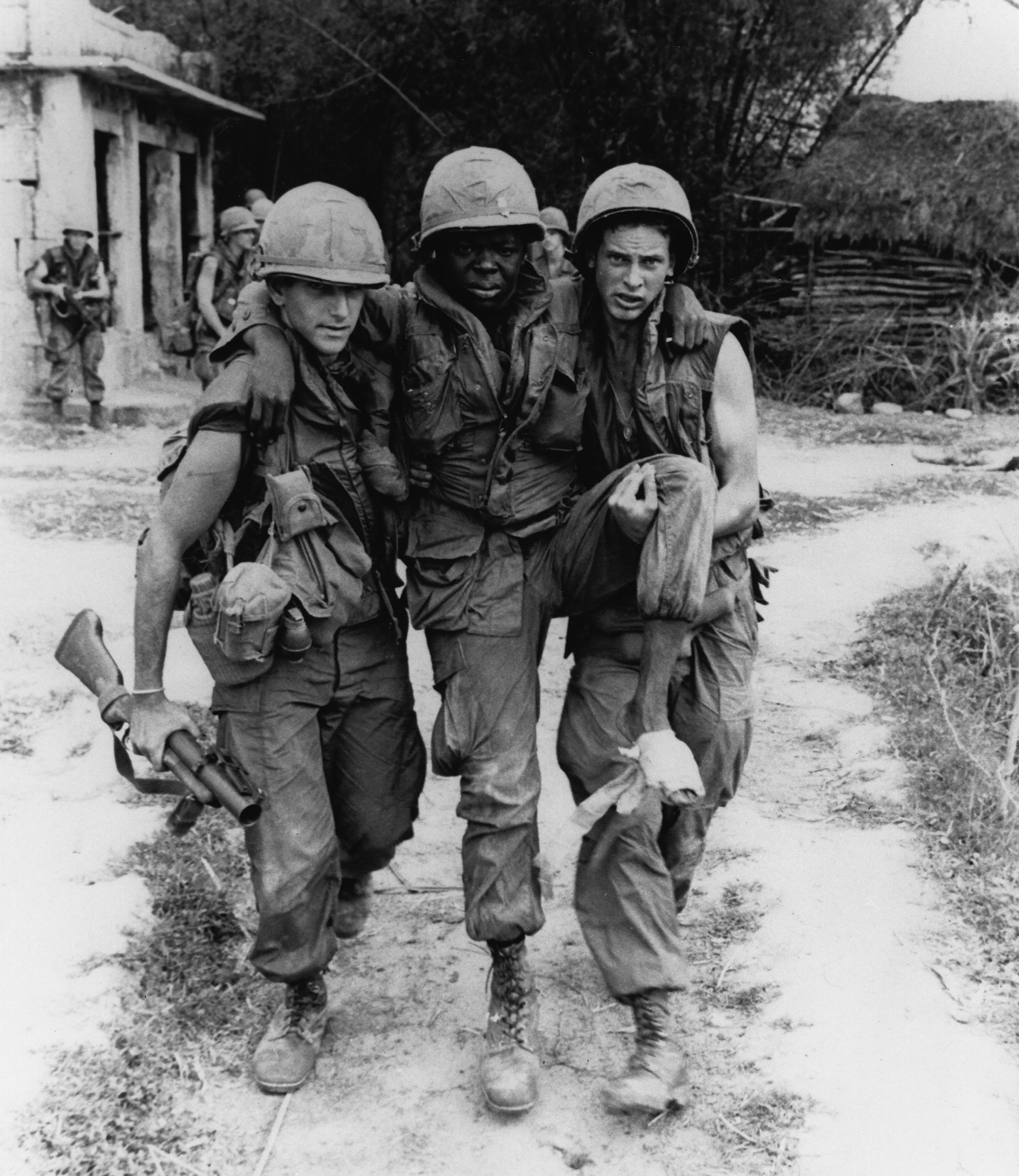
هربرت ال. کارتر پس از مجروح شدن در جریان کشتار می لای در سال ۱۹۶۸ به خطوط عقب‌تر انتقال داده می‌شود.

مجروح در جنگ (به انگلیسی: wounded in action، کوته‌نوشت: WIA) به رزمندگانی اشاره دارد که در حین درگیری و در منطقهٔ جنگی، مجروح شده‌اند؛ اما جان خود را از دست نداده‌اند. به‌طور معمول، این اصطلاح به این معنی است که فرد مجروح در جنگ به‌طور موقت یا دائم قادر به حمل سلاح یا ادامهٔ جنگ نیست. به‌طور کلی، تعداد مجروحان در جنگ‌ها بسیار بیشتر از کشته‌شدگان جنگی است. آسیب‌های جنگی رایج شامل سوختگی درجه دو و سه، شکستگی استخوان، زخم ترکش، آسیب مغزی، آسیب طناب نخاعی، آسیب عصبی، فلج شدن، از دست دادن بینایی یا شنوایی، اختلال اضطراب پس از سانحه، و از دست دادن اندام است.